# 割圜密率捷法

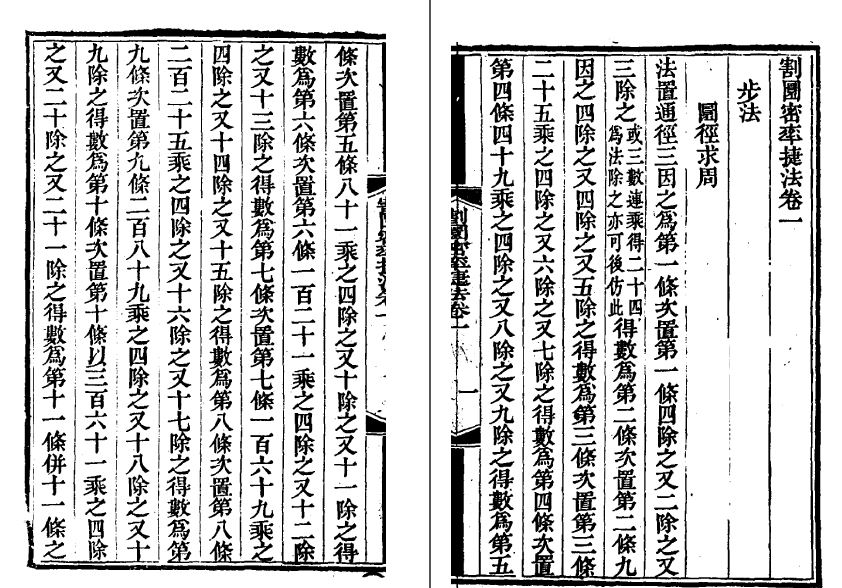
割圜密率捷法卷一

割圜密率捷法,清代数学家明安图积三十年之功写成；后子明新、弟子陳際新根据明安图遗稿整理、推究于乾隆三十九年（1774年）出版，时明安图已去世十年。
《割圜密率捷法》根据连比例三角形的性质，详细推导圆周率的九个无穷级数。中算史家李儼说“数与形的结合，堪与笛卡尔所创立的解析几何媲美”。

## 内容
卷一 步法
- 圆径求周

{\displaystyle 2*\pi *r={\frac {3*2*r}{4^{0}*1!}}+{\frac {1^{2}*3*2*r}{4^{1}*3!}}+{\frac {1^{2}*3^{2}*3*2*r}{4^{3}*5!}}+{\frac {1^{2}*3^{2}*5^{2}*7^{2}*9^{2}*11^{2}*13^{2}*15^{2}*17^{2}*19^{2}*3*2*r}{4^{1}0*21!}}}+…………
可以改写成
{\displaystyle {\frac {\pi }{3}}=\sum _{n=0}^{\infty }{\frac {((2n-1)!!)^{2}}{4^{n}*(2n+1)!}}}。
此展开式被清代数学家称为“杜氏第一术”，出自牛顿。

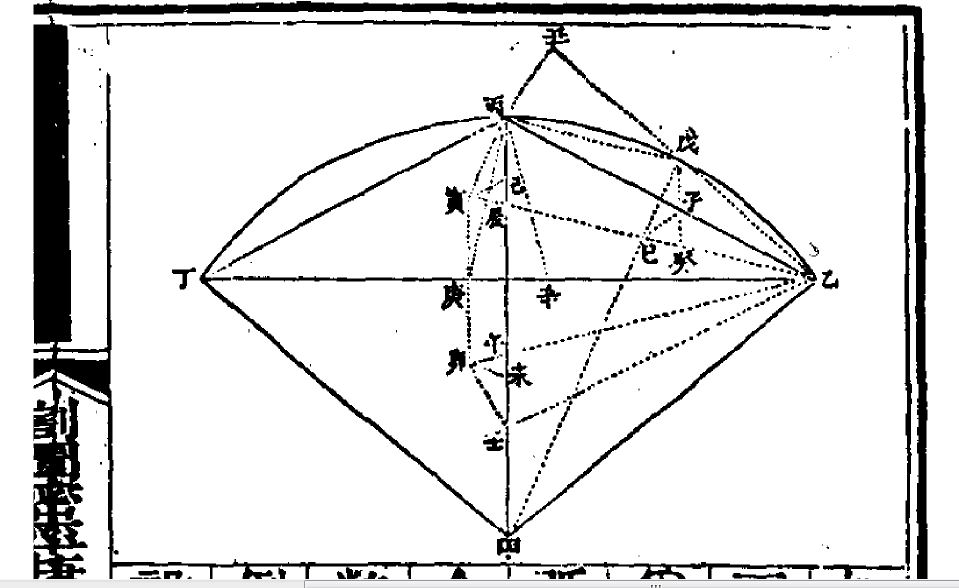
分弧通弦率数求全弧通弦率图解

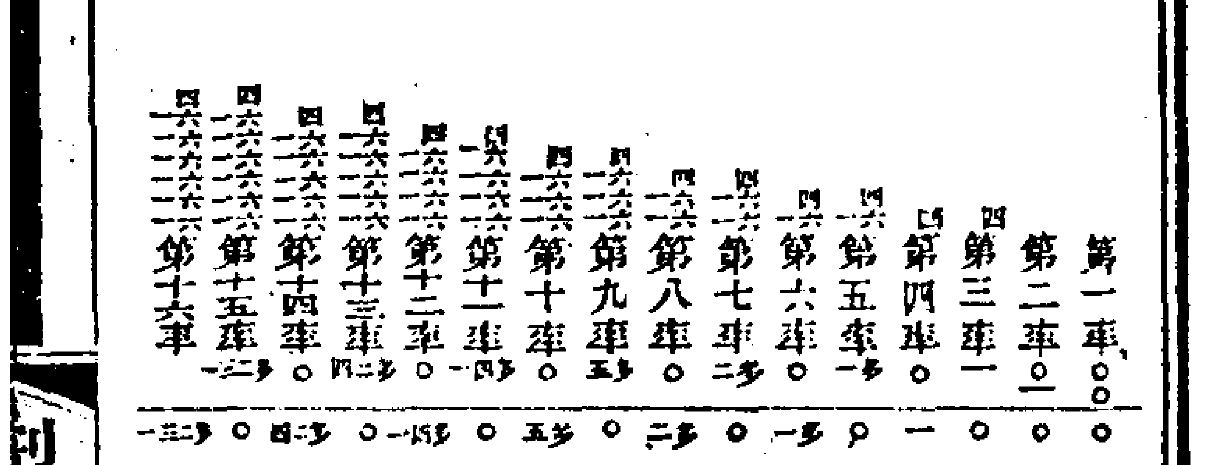
明安图镇此书中最先运用卡塔兰数

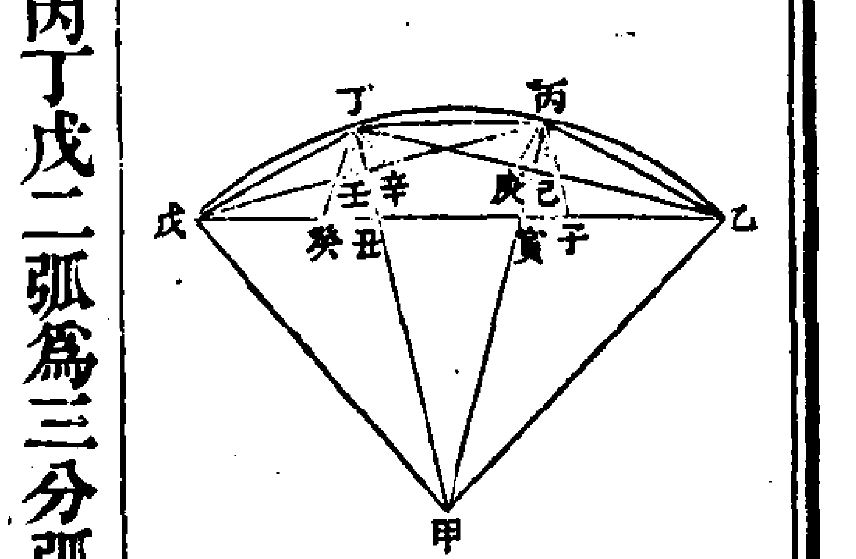
弧背求通弦图解

- 弧背求正弦

杜氏九术之二，出自格列高里:.
弧背为a,半径为r,通弦为c
{\displaystyle {\frac {c}{2}}=rsin(\alpha )=a-{\frac {a^{3}}{3!*r^{2}}}-{\frac {a^{5}}{5!*r^{4}}}+{\frac {a^{7}}{7!*r^{6}}}+}……
- 弧背求正矢

“杜氏九术”之三，出自格列高里
{\displaystyle b=rvers\alpha ={\frac {a^{2}}{2!*r}}-{\frac {a^{4}}{4!*r^{3}}}+{\frac {a^{6}}{6!*r^{5}}}+}…………
- 弧背求通弦

{\displaystyle 2*\pi *r=2*a-{\frac {(2a)^{3}}{4*3!*r^{2}}}+{\frac {(2*a)^{5}}{4^{2}*5!*r^{4}}}+{\frac {(2*a)^{7}}{4^{3}*7!*r^{6}}}}+……
- 弧背求矢

{\displaystyle h={\frac {(2*a)^{2}}{4*2!*r}}-{\frac {(2*a)^{4}}{4^{2}*4!*r}}+{\frac {(2*a)^{6}}{4^{3}*6!*r}}}+…………
- 通弦求弧背

出自明安图：
{\displaystyle 2a=\sum _{n=0}^{\infty }{\frac {[(2n-1)!!]^{2}*c^{2n+1}}{4^{n}*(2n+1)!*r^{2n}}}}。
- 正弦求弧背

出自明安图
{\displaystyle a=\sum _{n=0}^{\infty }{\frac {[(2n-1)!!]^{2}*(r*sin\alpha )^{2n+1}}{(2n+1)!*r^{2n}}}}。
- 正矢求弧背

{\displaystyle a^{2}=\sum _{n=0}^{\infty }{\frac {(n!)^{2}*(2b)^{n+1}}{(2n+2)!*r^{n-1}}}}。
- 矢求弧背

{\displaystyle (2a)^{2}=\sum _{n=0}^{\infty }{\frac {2*(n!)^{2}*(8*r*vers\alpha )^{n+1}}{4^{n}*(2n+2)!*r^{n-1}}}}。
- 余弧求正弦正矢

{\displaystyle rvers(90-\alpha )=rcvers(\alpha )}
{\displaystyle r-rcovers(\alpha )=rsin(\alpha )}
{\displaystyle rsin(90-\alpha )=rcos(\alpha )}
{\displaystyle r-rcos(\alpha )=rvers(\alpha )}
- 余矢余弦求本弧
借弧背求正弦余弦
借正弦余弦求弧背

卷二  用法
- 角度求八线
- 直线三角形边角相求
- 弧线三角形边角相求

卷三 法解上
- 分弧通弦率数求全弧通弦率法解
- 弧背求通弦法解
- 通弦求弧背法解
- 弧背正弦相求法解

卷四 法解下
- 分弧正矢率数求全弧正矢率数法解
- 弧背求正矢法解
- 正矢求弧背法解
- 弧矢相求法解
- 弧矢弦正余互用法解
- 借弧背求正弦余弦法解
- 借正弦余弦求弧背法解